# Oecetis michaeli
Oecetis michaeli är en nattsländeart som beskrevs av Malicky 1999. Oecetis michaeli ingår i släktet Oecetis och familjen långhornssländor. Inga underarter finns listade i Catalogue of Life.